# (14040) Andrejka
(14040) Andrejka est un astéroïde de la ceinture principale.

## Description
(14040) Andrejka est un astéroïde de la ceinture principale. Il fut découvert le 23 août 1995 à Modra par Adrián Galád et Alexander Pravda. Il présente une orbite caractérisée par un demi-grand axe de 2,18 UA, une excentricité de 0,11 et une inclinaison de 3,8° par rapport à l'écliptique.

## Compléments